# ホブ盤

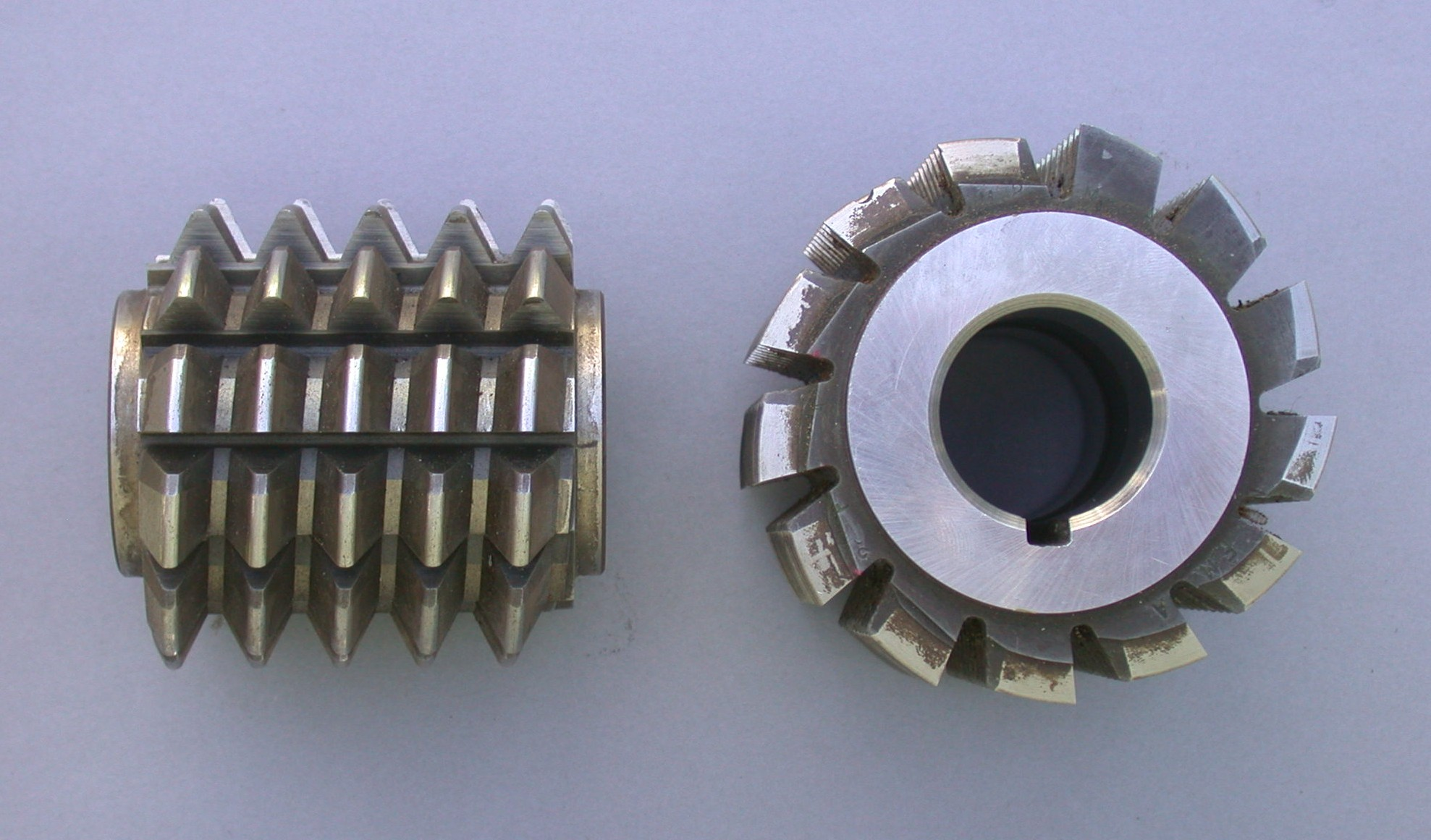
ホブ

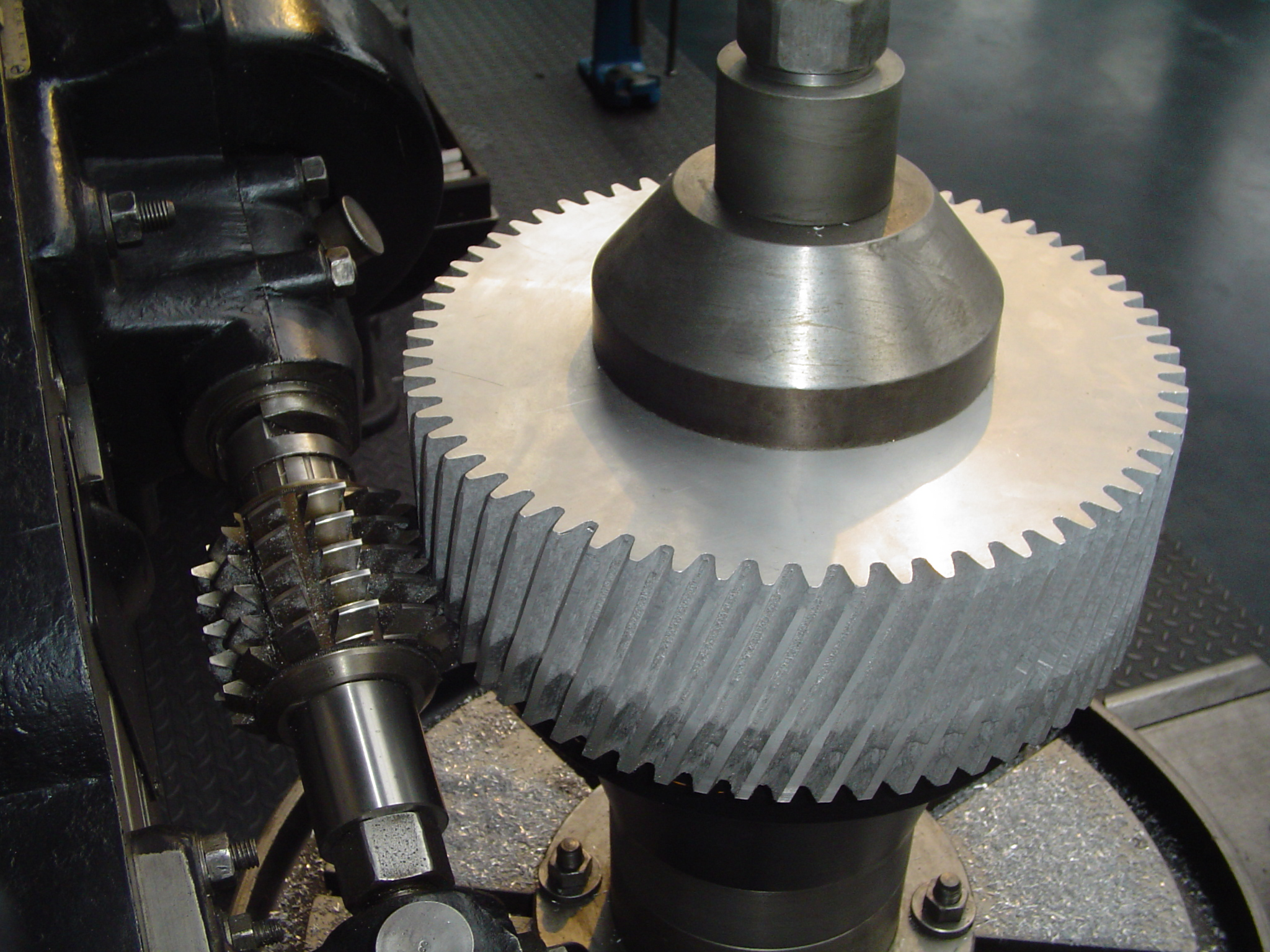
歯切り加工を行うホブ盤

ホブ盤による歯切りイメージ（転位歯車）

ホブ盤（ホブばん）とは、歯切り盤の一種。ホブと呼ばれる刃物を回転させながら歯切り加工を行う工作機械。

## 概要
ホブをホブ軸に取り付け、ホブと歯車材に一定の回転運動を与えて創成歯切り加工をし、平歯車、はすば歯車、ウォーム歯車などの歯車の歯切りに用いられる。歯切り盤ホブサドルに接線送り機構を備え、主としてウォーム歯車を歯切りするものをウォーム歯車ホブ盤という。通常の歯車（インボリュート歯車）の他に、ホブの種類を変えることで、スプロケット、スプライン、インボリュート・セレーション、タイミングプーリの歯切り加工が可能である。

## 歴史
1856年、クリスチャン・シーレ（Christian Schiele）がホブ歯切りの基本構造に関する特許をイギリスにて申請した。これが、ホブ盤の始まりといわれている。1887年にはアメリカでジョージ・B・グラント（George B. Grant）がホブ盤の特許を申請し、実用化している。続いて1897年にドイツのヘルマン・ファウター（Hermann Pfauter）により、平歯、はす歯のどちらも加工可能な現在のホブ盤構造が確立された。

## 主な製造メーカー
- カシフジ
- 浜井産業
- ニデックマシンツール
- 清和鉄工
- 北井産業